# Silbergrau

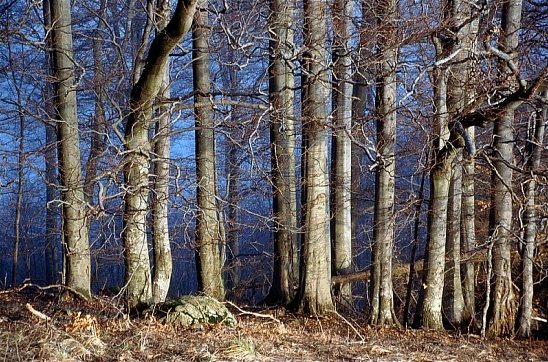
Buchenwald

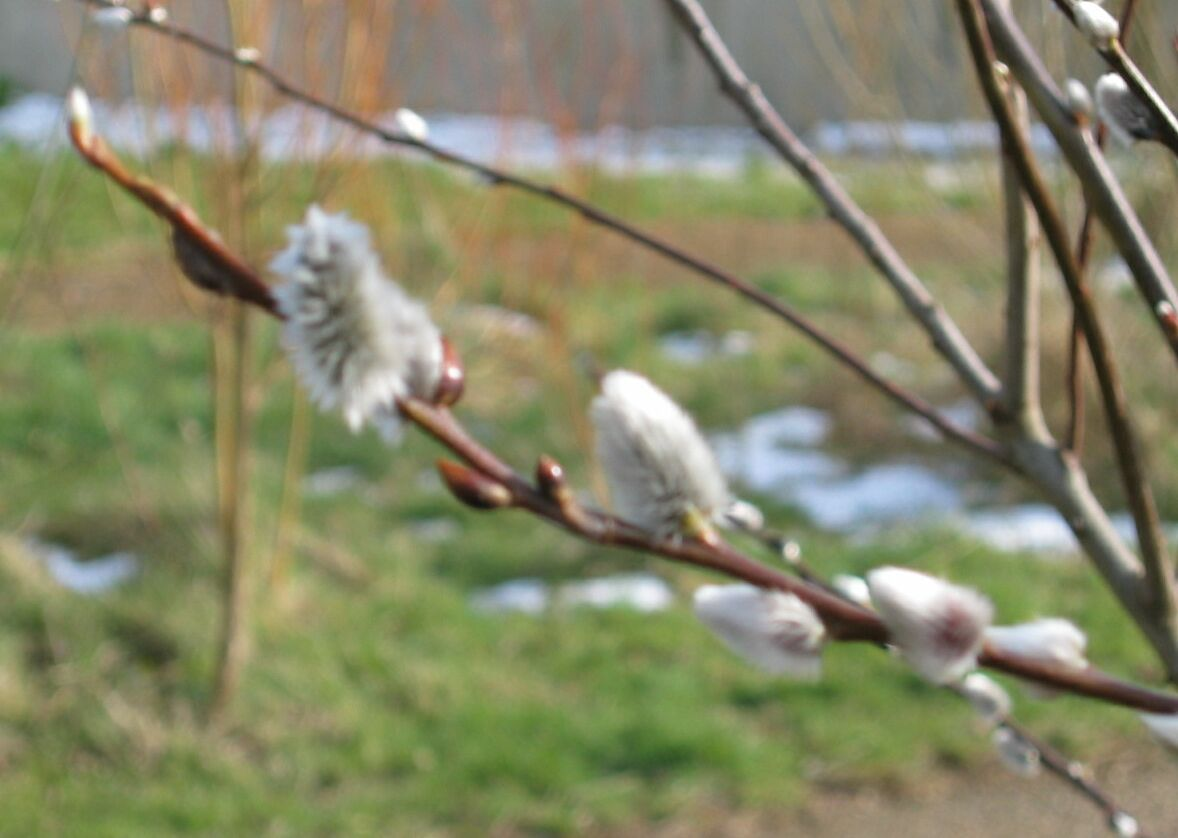
Weidenkätzchen

Silbergrau ist eine Bezeichnung für einen sehr hellen Grauton. Trotz der Bezeichnung Silber im Namen, handelt es sich nicht um einen Metallic-Farbton.

## Geschichte
Bereits 1863 wird Silbergrau von Pierer als eine Art Weißgrau, welches dem Silber ähnelt beschrieben. Je nachdem, wie nah der Farbton an Weiß ist, unterscheidet Pierer zwischen Silberweiß und Silbergrau. Joseph Meyer beschreibt in seinem großen Konversationslexikon, wie der Farbton aus Bleiweiß und Ruß erhalten werden kann. Silbergrau wurde schließlich als Farbton in den 1927 erstellten RAL-Farbtonfächer übernommen. Er trägt dort die Bezeichnung RAL 7001.

## Farbort
Silbergrau ist ein heller, grauer Uni-Farbton. Die Farbmaßzahlen des RAL 7001-Urmusters wurden wie folgt definiert: X10 = 28,3; Y10 = 30,5; Z10 = 35,6. In weiteren heute gebräuchlichen Farbräumen ergeben sich folgende Koordinaten:
- CIE-Normvalenzsystem von 1931: x = 0,2998; y = 0,3231; z = 0,3771
- CIELab-System von 1976: L* = 62,08; a* = −2.41; b* = 3,81

## Anwendung
In Farben und Lacken wird für die Formulierung von RAL 7001 heutzutage nicht mehr Bleiweiß, sondern das modernere Pigment Titandioxid als Weißkomponente verwendet.
Als Legierung kann der Farbton chemisch als grauer Anlaufton des Silbers durch ein Bad des Blanksilbers in stark verdünntem Schwefelammonium oder von Schwefelleber und etwas Ammoniak erzeugt werden. Als Grausilber ist es eine Legierung von Silber, Kupfer, Alaun, Kupfervitriol und Grünspan.
In der Textilindustrie und in der Botanik handelt es sich bei „silbergrau“ um die Farbwirkung des Blanksilbers, auf das diffuses Licht auftrifft. Als silbergrau werden in der Botanik z. B. die Rinde der gemeinen Buche und der Grauerle sowie die späten Knospen der Weidenkätzchen bezeichnet. Weitere Beispiele aus der Biologie sind der Chinchillapelz und Douglasia cinera, letztere ist jedoch schon eher als aschgrau zu bezeichnen.
In der Färberei wird Silbergrau durch Verdünnung von Hellgrau gewonnen.

## Psychologie
Silbergrau gilt, wie alle Grautöne, in der Arbeitspsychologie als schwer, langweilig und es hat daher eher eine die Arbeitslust dämpfende Wirkung. Hierin ist es dem Mausgrau ähnlich. Der Farbton wird häufig für billige Anstriche für Maschinen verwendet.